# Utgrynnan
Utgrynnan är ett skär i Norra Kvarken halvvägs längs farleden mellan Vasa och Umeå, cirka 52 kilometer nordväst om Vasa. Ön hör till Korsholms kommun, dess area är 3,7 hektar och dess största längd är 0,7 kilometer i nord-sydlig riktning.
På Utgrynnan finns havsfyren Utgrynnan, invigd 1960. Fyrljuset, vars höjd över vattenytan är 23,8 meter, befinner sig i ett betongtorn och har en lysvidd på omkring 12 sjömil. På skäret fanns ett fiskeläge för strömmingsfiske från mitten av 1800-talet fram till andra världskriget.